# Apodospora gotlandica
Apodospora gotlandica är en svampart som tillhör divisionen sporsäcksvampar, och som beskrevs av Nils G. Lundqvist. Apodospora gotlandica ingår i släktet Apodospora, och familjen Lasiosphaeriaceae. Arten är reproducerande i Sverige.